# فرد مارتن
فرد مارتن (بالإنجليزية: Fred Martin)‏ (13 مايو 1929 في المملكة المتحدة - 21 أغسطس 2013) هو لاعب كرة قدم بريطاني في مركزي حراسة المرمى ومهاجم داخلي، شارك في كأس العالم 1954. وشارك مع منتخب اسكتلندا لكرة القدم. أما مع النوادي، فقد لعب مع نادي أبردين ورابطة كرة القدم الاسكتلندية الحادية عشر ‏.

## مسيرته الكروية
لعب فرد مارتن خلال مسيرته الاحترافية مع نادِ واحدٍ في أربعة عشر موسمًا ولم يسجل خلالها أي هدف ضمن 206 مباراة. حيث فاز في موسم واحد بالكأس وفي موسم واحد بالدوري.
خاض فرد مارتن مسيرته مع نادي أبردين في موسم 1946–47 ليلعب معه أربعة عشر موسمًا، مشاركًا في 206 مباراة ولم يسجل أي هدف.

## وصلات خارجية
- فرد مارتن على موقع الاتحاد الدولي (مؤرشف)  (الإنجليزية)
- فرد مارتن على موقع قاعدة بيانات كرة القدم.إي يو (الإنجليزية)
- فرد مارتن على موقع بيانات كرة القدم. دي إي (الألمانية)
- فرد مارتن على موقع ناشيونال فوتبول تيمز (الإنجليزية)
- فرد مارتن على موقع Soccerway.com (الإنجليزية)
- فرد مارتن على موقع عالم كرة القدم.نت (الإنجليزية)